# Regina Silveira

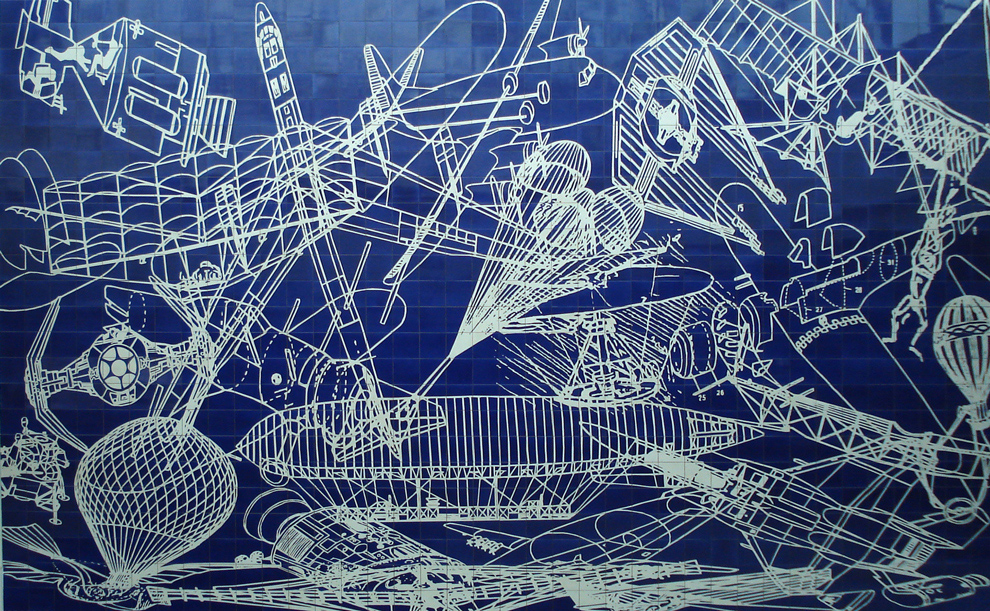
Regina Silveira – Paneel am Flughafen von Porto Alegre

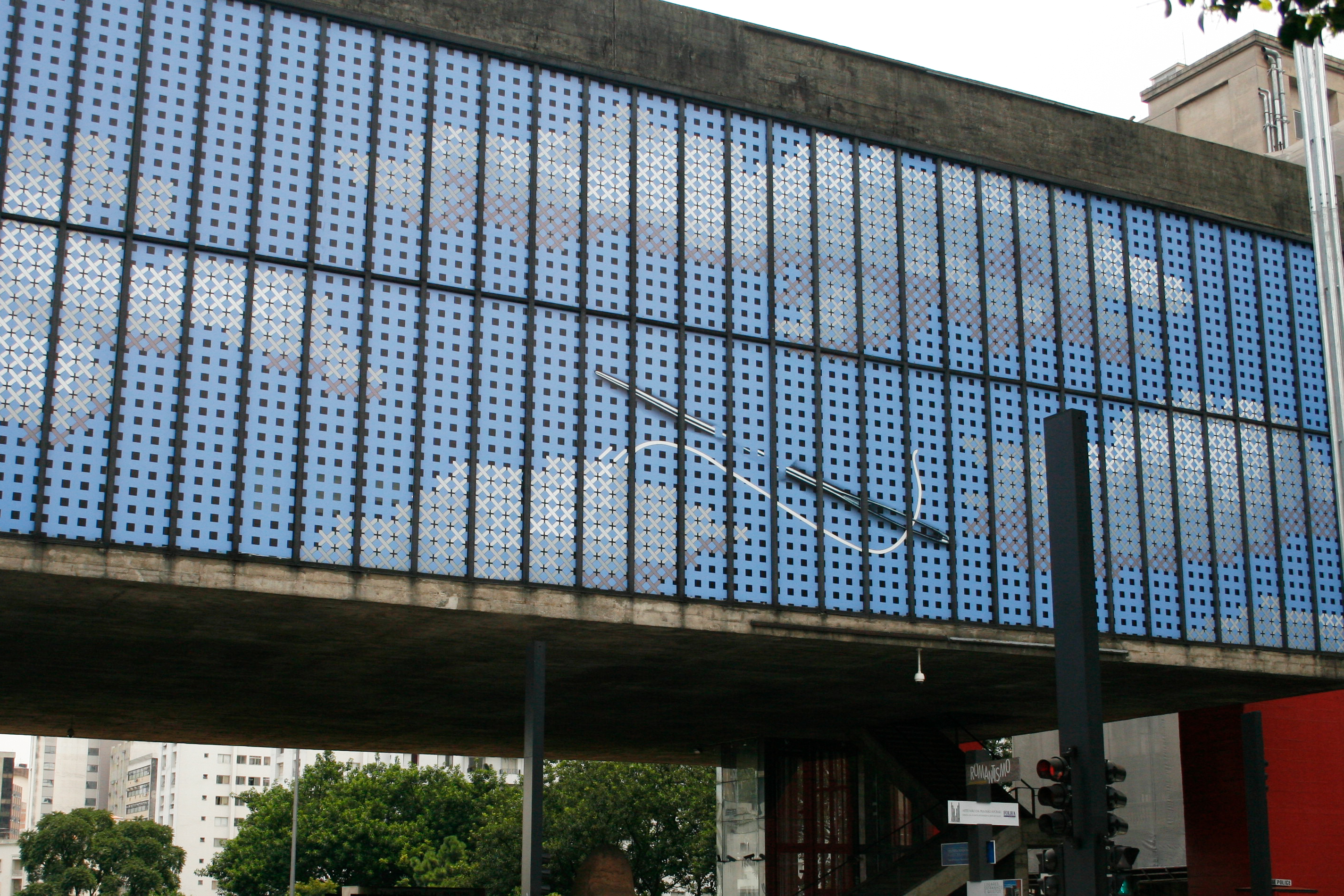
Kunstmuseum in São Paulo, Brasilien

Regina Silveira (* 18. Januar 1939 in Porto Alegre) ist eine brasilianische Malerin, Grafikerin, Videografikerin und Lehrerin.

## Leben und Werk
Silveira studierte Malerei bei Iberê Camargo, Gravur bei Francisco Stockinger und Marcelo Grassman und von 1964 bis 1969 am Kunstinstitut der Universidade Federal do Rio Grande do Sul mit dem Abschluss des Bachelor of Fine Arts. Als Stipendiatin des Instituto de Cultura Hispánica studierte sie 1967 Kunstgeschichte in Madrid. 1969 wurde sie eingeladen, Kurse an der Fakultät für Künste und Wissenschaften der Universität von Puerto Rico zu unterrichten. Sie setzte ihr Studium an der Hochschule für Kommunikation und Kunst der Universität São Paulo fort und schloss 1980 mit dem Master of Fine Arts ab und promovierte 1984. Sie lehrte von 1964 bis 1969 an dem Kunstinstitut der Universidade Federal do Rio Grande do Sul, von 1969 bis 1973 an der Universität von Puerto Rico, von 1973 bis 1985 an der Armando Alvares Penteado Foundation in Sao Paulo und war Professorin der Abteilung für Bildende Kunst im Fachbereich Kommunikation und Kunst der Universität von São Paulo. Silveira nahm an vielen Gruppenausstellungen teil: der Biennale von São Paulo (1981, 1983, 1994, 1998); der Biennale in Havanna (Cuba, 1984, 1994, 2015); an Body and Soul in Brasilien; im Guggenheim Museum (New York, 2001); der XV. Biennale von Cerveira (Vila Nova de Cerveira, Portugal, 2009);  Philagrafika (Philadelphia, 2010); und der XI Biennial of Cuenca (Ecuador, 2011). In ihren Arbeiten konzentriert sie sich auf Videografie, Malerei und Druckgrafik in Hinblick auf Wahrnehmung der Realität. 2017 hat sie Virtuelle Realität in ihre Werke Infinities und Odisseia eingebunden.

## Einzelausstellungen (Auswahl)
- 1978: Pinacoteca do Instituto de Artes da Universidade Federal do Rio Grande do Sul, Porto Alegre
- 1982: Museu de Arte Moderna do Rio de Janeiro, Rio de Janeiro
- 1984: Museu de Arte do Rio Grande do Sul, Porto Alegre
- 1992: Queens Museum of Art, New York City
- 1998: Museo de Arte Moderno de Buenos Aires
- 2000: Art Museum of the Americas, Washington, DC
- 2005: Palacio de Cristal, Museo Nacional Centro de Arte Reina Sofia, Madrid
- 2007: Museo de Arte del Banco de la República, Bogotá, Columbien
- 2009: Kunstmuseet Koge, Skitsesamling, Dänemark
- 2010: Museu de Arte de São Paulo, São Paulo
- 2011: Stanlee and Gerald Rubin Center for the Visual Arts, University of Texas, El Paso
- 2013: avannah College of Art and Design Museum of Art, Savannah, Georgia
- 2013: Alexander Gray Associates, New York
- 2014: Courtauld Institute of Art, London
- 2014: Museo Amparo, Puebla, Mexiko
- 2015: Museu Oscar Niemeyer, Curitiba, Brasilien

## Auszeichnungen (Auswahl)
- 1985: Bolsa de Pesquisa, Conselho Nacional de Pesquisa, Brasilien
- 1987: Bolsa de Pesquisa, Conselho Nacional de Pesquisa, Brasilien
- 1988: Melhor Instalação 1987, Associação Paulista de Críticos de Arte, São Paulo, Brazil Premio Lei Sarney à Cultura Brasileira: Gravura, Brasília, Distrito Federal, Brasilien
- 1990: The John Simon Guggenheim Foundation Fellowship
- 1993: Art Studio Grant, The Banff Centre, Banff, Canada Pollock-Krasner Foundation Grant, New York
- 1994: Fulbright Foundation, Washington, D.C.
- 1996: Civitella Ranieri Foundation Fellowship, Civitella Ranieri Center, Umbertide, Italien
- 2000: Gran Premio Del Grabado Latinoamericano: Medalla de Oro, Primera Bienal Argentina de Gráfica Latinoamericana, Buenos Aires, Argentina Prêmio Cultural Sergio Motta para Arte e Tecnologia, Voto Popular, São Paulo, Brasilien
- 2004: Claraluz, Melhor Exposição do Ano, Associação Paulista de Críticos de Arte, São Paulo
- 2007: Mundus Admirabilis, Prêmio Bravo de Artes Plásticas, São Paulo
- 2011: Tramazul, Great Art Critics Award, São Paulo Art Critics Association, São Paulo
- 2012: Award for Life and Work, Brazilian Art Critics Association, Brasilien
- 2013: Prêmio pelo conjunto da obra, Prêmio MASP Mercedes-Benz, São Paulo